# 代尔斯多夫
代尔斯多夫是德国梅克伦堡-前波莫瑞州的一个市镇。总面积29.78平方公里，总人口517人，其中男性273人，女性244人（2011年12月31日），人口密度17人/平方公里。